# Ефект Коанда
Ефе́кт Коанда́ — фізичне явище, назване на честь румунського науковця Анрі Коанда (рум. Henri Coandă) (французькою вимовою Коанда́, звідки і назва ефекту), котрий його виявив і яке полягає у тому, що струмінь рідини (газу), який витікає із сопла, прагне відхилитись у напрямку до стінки і за певних умов прилипає до неї.

## Опис явища
Ефект полягає у тому, що вільний струмінь, який витікає із сопла, захоплює за собою частинки навколишнього середовища. Це приводить до утворення вторинної течії на периферії струменя, котра додатково підтримує захоплені частинки. Якщо поблизу струменя відсутні стінки, то струмінь називається вільним і тиск у всій області течії є сталим. При цьому струмінь не змінює свого напряму. Якщо поблизу струменя розташувати тверду стінку, то поперечний переріз вторинної течії зменшується з боку твердої стінки. Вказане приводить до відхилення струменя до стінки під дією зовнішнього (атмосферного) тиску до тих пір, поки струмінь не торкнеться стінки та не настане рівноважний стан.
Це пояснюється тим, що в об'ємі, розташованому між краєм струменя і стінкою, утворюється циркуляційна область з високою швидкістю вторинної течії та низьким тиском.

## Історична довідка

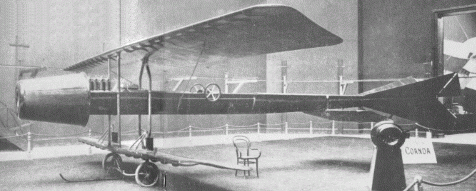
Coandă-1910

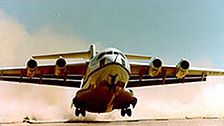
YC-15 на злеті, авіабаза ВПС США «Едвардс»

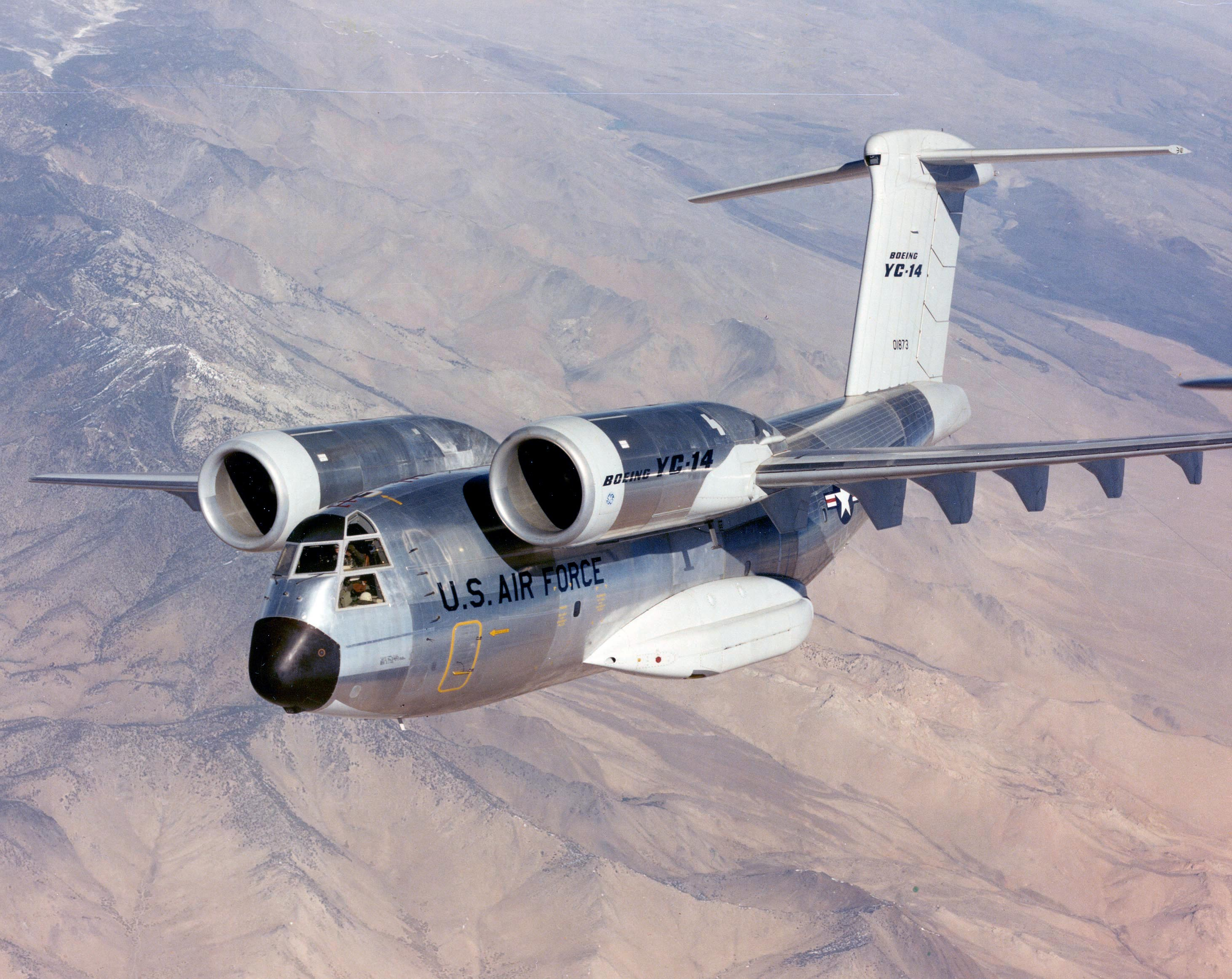
Один з двох прототипів Boeing C-14 (YC-14) під час виконання тестових польотів

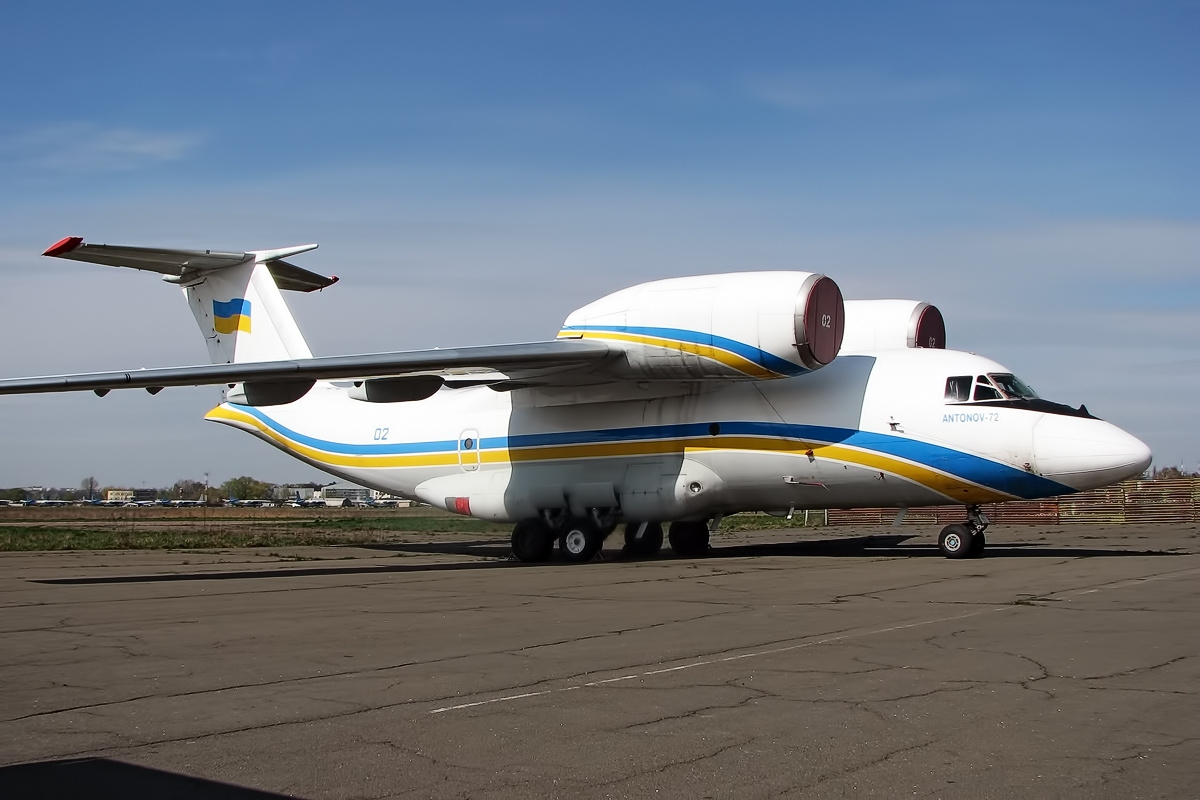
Військово-транспортний літак короткого злету та приземлення Ан-72

Схема руху повітря у системі NOTAR: 1 — повітрозабірник, 2 — вентилятор, 3 — хвостова балка з соплами, що створюють ефект Коанда, 4 — кілі, 5 — реактивне повітряне сопло, 6 — потік від несного гвинта, 7 —поперечний переріз балки, 8 — сила, що компенсує реактивний момент

Аеродинамічний ефект вперше було виявлено у 1910 році в процесі випробувань першого реактивного літака, відомого як Coandă-1910. На жаль, при першій публічній апробації літак зазнав катастрофи, але ця невдача дала початок багатьом технічним рішенням.
У 1932 році А. Коанда запатентував, а в 1934-му отримав патент Франції на «Спосіб і пристрій для відхилення плинного середовища в іншому плинному середовищі» (англ. «Method and apparatus for deviation of a fluid into another fluid»). Цей ефект був описаний як «Відхилення плоского струменя плинного середовища, в іншому плинному середовищі у безпосередній близькості від опуклої стінки» (англ. «Deviation of a plain jet of a fluid that penetrates another fluid in the vicinity of a convex wall»).
Фундаментальні теоретичні та експериментальні дослідження ефекту Коанда, розпочаті з кінця 30-х років XX ст. і продовжені в повоєнний період, дозволили встановити його основні риси, найважливішою з яких виявилася можливість повертання струменя на великі кути при малих затратах енергії.
Сам Коанда також зробив декілька винаходів, в яких використовується відкритий ним ефект. Наприклад, у 1938 році він запатентував пристрій — струменева парасоля. По суті це крило літака, скручене у диск так, що виходить парасоля (або гриб) з отвором у центрі. Якщо у верхній частині через декілька отворів з великою швидкістю викидаються газові струмені, то вони, обтікаючи опуклу поверхню і зриваючись з нижнього краю, створюють понижений тиск над парасолею. У результаті виникає підіймальна сила.

## Застосування в авіації
Авіаконструктори багатьох країн розробляли конструкції крила і фюзеляжів, що підсилювали дію ефекту Коанда, забезпечуючи збільшення підйомної сили літака. Добре відомий закрилок Коанда, який зберігає сталу кривину верхньої поверхні при його відхиленні і обдувається струменем стисненого повітря або реактивним струменем.
Подавання частини газу з великою енергією від двигуна і випускання його через спеціальні щілини в задній крайці крила з утворенням струминного закрилка приводить до збільшення підіймальної сили (ефект суперциркуляції). Перші натурні експерименти з використанням ефекту суперциркуляції провели у 1954-му. Інтерес НАСА до струминних закрилків наприкінці 1950-х років призвів до розробки силової установки, в якій весь реактивний струмінь випускався через відносно тонку щілину над верхньою поверхнею крила, створюючи додаткову підіймальну силу. Однак двигуни транспортних літаків того періоду не мали достатньої тяги і не забезпечували необхідного збільшення підіймальної сили.
Ідея залишалась без практичного застосування до тих пір, поки дослідження, проведені в НАСА, не показали, що цим способом можна відхиляти потужні вихлопні струмені турбореактивних двоконтурних двигунів, причому на великі кути і без надмірних втрат.
Так у США 1972 року були укладені контракти з компаніями McDonnell Douglas і Boeing, кожна з яких повинна була сконструювати, виготовити і випробувати два дослідних зразки середнього транспортного літака із вкороченим злетом і посадкою в рамках програми Advanced Medium STOL Transport (AMST). Компанія McDonnell Douglas представила літак YC-15, і його дослідний зразок здійснив перший політ 26 серпня 1975 року.
Boeing C-14 (YC-14) вперше піднявся у повітря 9 серпня 1976 року і одразу продемонстрував чудові льотні характеристики. У конструкції використовувалось обдування верхньої поверхні крила реактивним струменем двох двигунів, встановлених на крилі в гондолах, значно висунутих вперед від передньої крайки крила. При відхилених передкрилках і закрилках коандівського типу вихлопний струмінь безвідривно обтікаючи верхню поверхню крила і закрилка, відхиляється вниз, тим самим збільшуючи підіймальну силу.
Радянські конструктори також розглядали можливість застосування ефекту: МіГ-21 Ф-13 (експериментальний Е-6Т) став літаючою лабораторією з вивчення системи здування граничного шару. Розрахунки показали, що є можливість значно зменшити швидкість під час посадки, якщо відібрати частину повітря від компресора і спрямувати його на обдування закрилка з використанням ефекту Коанда. У другому поколінні МіГ-21 випускалась модифікація МіГ-21ПФС (1963) — підваріант МіГа-21ПФ. Літера «С» означає застосування здування граничного шару. Військовики хотіли, щоб МіГ-21 можна було легко експлуатувати з ґрунтових аеродромів. Для цього була застосована система здування пограничного шару з закрилків. Під цю систему були дороблені двигуни, що отримали назву Р-11-Ф2С-300, з відбором повітря від компресора. Подавання повітря, відібраного від компресора, суттєво покращило злітно-посадкові характеристики літака: скоротило довжину пробігу в середньому до 480 м, а посадкову швидкість — до 240 км/год.
У 1972 році проходили попередні дослідження по літаку короткого злету і посадки в АНТК імені Олега Антонова. Ініціатором робіт над літаком, що використовував би нетрадиційний метод підвищення підйомної сили, був сам Генеральний конструктор Олег Антонов.
Однією з основних особливостей Ан-72, що забезпечує скорочення розбігу при злеті, є розташування двигунів над крилом з метою використання ефекту Коанда, коли при відхилених передкрилках і закрилках вихлопний струмінь двигуна, встановленого на крилі у висунутій вперед мотогондолі, обтікає без відриву верхню поверхню крила і закрилка і відхиляється вниз, забезпечуючи зростання підйомної сили та скорочення злітної дистанції.
У ході випробувань виявились і деякі проблеми з практичним використанням ефекту Коанда. Прилипання струменя до крила було нерівномірним, залежало від режимів польоту і зовнішніх умов (особливо попутного вітру). У пошуках рішення, що забезпечувало б стабільність ефекту, декілька разів змінювалася форма задньої частини мотогондол та стулок реверсу. Перший серійний літак піднявся в небо 22 грудня 1985 року. Серійне виробництво тривало до 2002 року. Всього за час виробництва було випущено 123 літаки Ан-72.
Роль ефекту Коанда у створенні підіймальної сили Ан-72 склала величину 5…7 %. У 1993 році компанія Boeing випустила C-17 Globemaster III (на 2011 р. налічувалось 232 діючих літаки), що також використовують ефект, хоча і меншою мірою, ніж прототип YC-14.
Суперциркуляція на базі ефекту Коанда знайшла застосування і в конструкціях гелікоптерів: у 1975 р. фірма Hughes Helicopters, що пізніше увійшла в фірму McDonnell Douglas, почала дослідження системи NOTAR (англ. NO TAil Rotor), що замінила кермовий гвинт. Хоча ідея використання ефекту потребувала часу для удосконалення, теоретична основа системи NOTAR є простою: сила керування виникає з тієї ж причини, через яку виникає підйомна сила крила — через несиметричне обтікання профілю потоком повітря. Перевага системи NOTAR полягає у підвищенні безпеки і значному зниженні рівня шуму.
У вересні 1979 року здійснив перший політ NHH-2D з використанням несучого гвинта з керованою циркуляцією. Ця ж концепція втілена у моделі SH-2G у розробці фірми «Каман». Ефект (зміна реактивної тяги, тут — підіймальної сили лопаті) досягався шляхом витікання стисненого повітря від компресора через щілину, розташовану в задній крайці лопаті. Обсяг повітря, що надходить через щілини, регулювалась за допомогою системи клапанів, розташованих у втулці. Цей метод пропонувався як альтернатива циклічному керуванню кутом атаки лопатей.
Струминний контроль польоту (англ. fluidic flight control) використано для безпілотного турбореактивного літака DEMON. 17 вересня 2010 року з аеродрому на острові Волні (англ. Walney) в Камбрії в небо піднявся безпілотний турбореактивний літак DEMON (маса 90 кг, розмах крил 2,5 м, максимальна швидкість 278 км/год). Його було створено в рамках програми «Інтегроване промислове дослідження літального апарата без керувальних поверхонь» (англ. Flapless Air Vehicle Integrated Industrial Research — FLAVIIR). Цей унікальний апарат позбавлений своїми розробниками від необхідності використання для маневрів елеронів, закрилків і рулів завдяки методам керування пограничним шаром, що базується на ефекті Коанда. Відсмоктуючи або подаючи повітря у ключових точках крила чи фюзеляжу, можна за допомогою, відносно тонких струменів керувати рухом апарата.
Британська компанія AESIR Unmanned Autonomous Systems (безпілотні автономні системи) пропонує новий тип безпілотного апарата з вертикальним злетом, що не має жодних зовнішніх рухомих частин (за винятком невеликих пластинок для відхилення потоків повітря).
Вентилятор у центрі машини служить для створення потоку повітря навколо неї. Але на відміну від цілої низки апаратів типу «повітряний гвинт у кільці» сам потік не створює реактивної підіймальної сили і лопаті вентилятора тут також не діють за принципом несного гвинта гелікоптера. У цій конструкції струмінь прилипає до закругленої зовнішньої поверхні корпуса. При цьому на ній створюється розрідження, що піднімає апарат. Роздільне регулювання потоків повітря у різних секторів «тарілки» дозволяє їй нахилятись і змінювати курс.
Компанія розробила декілька споріднених моделей, що відрізняються розмірами і типом двигуна. Найменший апарат Vidar діаметром 30 см масою 400 г і може піднімати 100 г корисного навантаження. Його вентилятор обертається електродвигуном з живленням від літієвих батарей. У повітрі машина може перебувати до 15 хв. Апарат Odin метрового діаметра працює на реактивному паливі. Ця «тарілка» масою 10 кг піднімає таке ж навантаження. В повітрі вона може протриматися протягом години.
На стадії завершення розроблення апарата Hoder масою 1,5 тонни з можливістю підняття у повітря тонни корисної маси. Час польоту — до 8 годин. Головне призначення цього апарата — автономне постачання боєприпасів і медикаментів у зону бойових дій, тоді як менші за розміром зразки призначені для виконання розвідувальних функцій.

## Інші області застосування ефекту

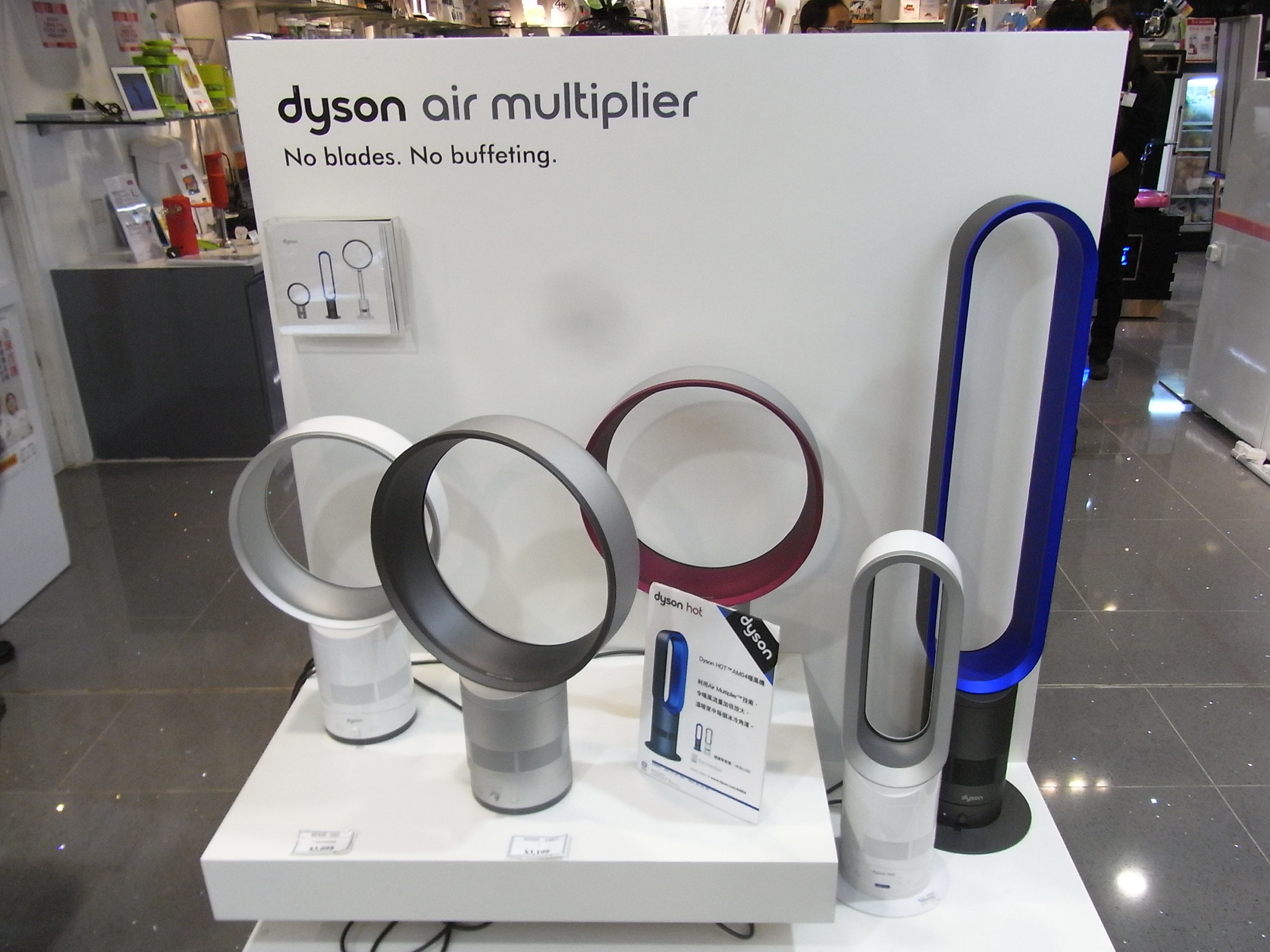
Вентилятори конструкції Джеймса Дайсона

Цей ефект використовують в кондиціонерах для створення ефекту приліпленого до стелі струменя повітря для кращої циркуляції повітря у приміщенні.
Ефект Коанда часто у винахідницькій практиці використовується для засмоктування додаткової маси повітря не через вентилятор, а методом захоплення повітря швидкісним потоком. Це вважається ефективнішим. Джеймс Дайсон з інженерами, коли розробляли сушку для рук, звернули увагу, що в отвір для рук засмоктується досить багато повітря. Вони використали це явище і створили вентилятор без зовнішнього повітряного гвинта. Потік повітря об'ємною витратою 20 літрів за секунду зі швидкістю 88 км/год виходить з вузької щілини розміром 1,3 мм. Він захоплює і подає навколишнє повітря з витратою, що у 15 разів перевищує витрату повітря через щілину і швидкість якого сповільнюється до 35 км/год. Це забезпечується 40-ватним електродвигуном.
Ефект Коанда знайшов застосування у системах струменевої пневмоавтоматики при реалізації релейних та запам'ятовуючих пристроїв.
У 2012 році цей ефект знайшов застосування у «Формулі-1» для використання енергії газів вихлопної системи для збільшення притискної сили задньої частини боліда у повільних поворотах.